# 2105 Ґуді
2105 Ґуді (2105 Gudy) — астероїд головного поясу, відкритий 29 лютого 1976 року.
Тіссеранів параметр щодо Юпітера — 3,346.